# Shō Kawamoto
Shō Kawamoto (jap. 川元奨 Kawamoto Shō; ur. 1 marca 1993) – japoński lekkoatleta specjalizujący się w biegach średnich.
W 2013 startował na uniwersjadzie w Kazaniu, podczas której dotarł do półfinału 800 metrów. Trzy miesiące później zdobył złoto na 800 metrów oraz srebro w sztafecie 4 × 400 metrów podczas igrzysk Azji Wschodniej w Tiencinie. Brązowy medalista mistrzostw Azji w Wuhanie (2015).
Złoty medalista mistrzostw Japonii.
Rekordy życiowe w biegu na 800 metrów: stadion – 1:45,75 (11 maja 2014, Tokio); hala – 1:47,78 (3 lutego 2018, Nowy Jork) oba rezultaty są aktualnymi rekordami Japonii.

## Osiągnięcia
| Rok  | Impreza                     | Miejsce        | Konkurencja             | Pozycja    | Wynik   |
| ---- | --------------------------- | -------------- | ----------------------- | ---------- | ------- |
| 2012 | Mistrzostwa świata juniorów | Barcelona      | bieg na 800 metrów      | półfinał   | 1:50,17 |
| 2013 | Uniwersjada                 | Kazań          | bieg na 800 metrów      | półfinał   | 1:48,56 |
| 2013 | Uniwersjada                 | Kazań          | sztafeta 4 × 400 metrów | 5. miejsce | 3:06,58 |
| 2013 | Igrzyska Azji Wschodniej    | Tiencin        | bieg na 800 metrów      | 1. miejsce | 1:53,18 |
| 2013 | Igrzyska Azji Wschodniej    | Tiencin        | sztafeta 4 × 400 metrów | 2. miejsce | 3:07,32 |
| 2015 | Mistrzostwa Azji            | Wuhan          | bieg na 800 metrów      | 3. miejsce | 1:50,50 |
| 2016 | Igrzyska olimpijskie        | Rio de Janeiro | bieg na 800 metrów      | eliminacje | 1:49,41 |
| 2017 | Mistrzostwa Azji            | Bhubaneswar    | bieg na 800 metrów      | 9. miejsce | 1:52,62 |
| 2017 | DécaNation                  | Angers         | bieg na 800 metrów      | 1. miejsce | 1:48,50 |